# 天气之子
《天气之子》是日本動畫導演新海誠編劇及執導的動畫電影，於2019年7月19日在日本上映。本片由CoMix Wave Films製作，並是新海誠繼《你的名字。》之後第二次與東寶合作發行。本片的劇情帶有奇幻和浪漫元素，講述離家少年與可以使天氣放晴的少女邂逅的故事，作品世界觀和新海誠的前作《你的名字。》有交岔關係。本片同時是新海誠繼《你的名字。》後，第二部有關災難主題的動畫電影，與《你的名字》和《鈴芽之旅》合稱“災難三部曲”。
新海誠在完成《你的名字。》後，以引發觀眾共鳴為動機，選擇了「天氣」這一主題，並宣稱這會是一部不迎合普遍價值觀、評價兩極的電影。他在2017年2月提出了劇本的雛型，同年7月開始執筆劇本。本片的人物設計和配樂分別由《你的名字。》田中將賀和RADWIMPS再次擔任，美術監督則由《言葉之庭》瀧口比呂志擔任。原本作畫監督會由《你的名字。》的安藤雅司擔任，但因抽不出身而由田村篤取代。劇組於2018年5月起進行動畫的作畫工程，2019年7月全片完成。
本片在日本上映之後，獲得超過140億日圓的票房，為該國影史第17名，新海誠也成為繼宮崎駿之後第二位有兩部作品獲得百億日圓票房的日本動畫導演。然而正如新海誠所宣稱，外界對《天氣之子》的看法兩極，分歧主要出現在對主角的行為和劇情的認同程度，動畫品質和配樂則普遍得到好評。本片代表日本角逐第92屆奥斯卡金像獎最佳國際影片，並入選最佳動畫長片的候選名單，但最終都未能入圍。

## 劇情
2021年夏天，住在神津島上的高一男生森嶋帆高離家出走，獨自搭乘貨船來到東京新宿。帆高暫時住在網咖裡，想找打工機會，但沒有人要錄用他。一次在歌舞伎町被皮條客欺負後，帆高意外撿到一把手槍，但不確定是不是真的。走投無路下帆高只好去找在貨船上認識的作家須賀圭介。須賀和姪女夏美經營一家編輯事務所，專門向神秘學雜誌投稿。須賀提供帆高包吃包住的工作機會，帆高欣然答應，開始在事務所打雜和協助寫文章。
因為關東地區出現長期下雨的異常氣候，「100%的晴女」這樣的都市傳說開始流傳，據稱晴女有短暫讓天氣放晴的能力，須賀的事務所將之列為調查的題材。一天，帆高在街上偶遇曾幫過他的打工少女，看見她和皮條客在一起，於是想強行帶著她離開，但被皮條客打倒。帆高拿出撿到的槍想威嚇對方，結果還真的射出了子彈。帆高和少女逃跑到附近的廢棄大樓後，少女稱自己是為了賺錢才和對方有牽扯，並指責帆高的危險行為。帆高將槍丟掉，少女的態度隨後也轉溫柔，並給帆高見識她讓局部的天氣短暫放晴的能力，帆高因此發現她是貨真價實的晴女。
少女告訴帆高自己的名字是陽菜，即將滿18歲，和讀小學的弟弟凪住在一起。因為陽菜丟了工作，帆高於是建議她用晴女的能力來賺錢，並在網路上架起委託網站。陽菜接二連三完成委託，對能讓大家開心感到很滿足，晴女的知名度也越來越高。在一次委託中，陽菜讓即將施放煙火的天空放晴時被媒體拍到，因此有大量委託湧入，陽菜感到疲累，決定休息一陣子。與此同時，須賀和夏美也調查到有關晴女（天氣巫女）的不祥傳說。
帆高的家人向警方發出尋人請求，而警方也開始調查那天帆高開槍的事件。有警察找上了須賀的事務所，須賀因為正在爭取女兒的扶養權，不想惹上麻煩，所以選擇遣散帆高，要他回家去。另一方面，警方的兒童諮詢人員也向陽菜和凪探問，並稱未成年者不適合自己居住。怕被拆散的帆高、陽菜和凪三人開始逃跑。逃跑過程中異常天氣開始顯現——夏天居然下起了雪。三人好不容易才找到有愛情旅館願意讓他們住，當晚三人一起度過了一段幸福的時光。
夜晚就寢時，陽菜的身體變得越來越透明，可能是晴女能力的代價，也可能和「天氣巫女是維持天氣穩定的活祭品」的古老傳說有關。帆高做了陽菜離去的夢，天亮醒來時，陽菜已經不見了。警察沒多久就進入旅館房間搜查，將帆高押送到警局，並把凪帶到兒福中心。過程中帆高發現東京久違的放晴是陽菜犧牲換來的結果，並得知陽菜的真實年齡其實比他小。帆高試著將有關晴女的事情告訴警察，但不被當一回事。隨後帆高趁隙逃出警局，警察緊追在後。夏美騎車接應帆高，但因積水無法前進。電車因為異常天氣而停駛，帆高於是跳上鐵軌開始狂奔，前往陽菜獲得能力、也是她首次放晴給帆高看的廢棄大樓。
在廢棄大樓，帆高遭到來找他的須賀阻止，於是撿起之前丟在這裡的手槍，憑著決心對空開了一槍。警察隨後包圍帆高，並強硬地將他壓制。須賀被帆高的態度打動，而和趕到的凪幫助帆高牽制警察，讓他前往樓頂。帆高在樓頂祈禱後上到雲層之上，在「讓天氣放晴」和「帶回陽菜」之間選擇了陽菜，將被困在天上的陽菜救了下來。事後帆高遭到逮捕，罪責酌情減輕，僅判他在高中畢業前都要接受監管。陽菜得救後，東京的雨就再也沒停過，足足下了兩年半，讓東京某些地區變成一片汪洋。2024年，帆高搬到東京讀大學，終於和陽菜重逢。

## 登場人物

### 主要角色
森嶋帆高（聲：醍醐虎汰朗）
本作男主角，16歲，高一生。原本住在神津島上，因故離家出走後來到東京，在須賀經營的事務所撰寫要投稿給超自然雜誌的文章。還沒找到打工時在麥當勞被打工的陽菜施捨大麥克，因此在後者將被色情星探帶走時試圖出面解危。得知陽菜擁有讓天氣放晴的能力及其和凪相依為命的處境後，為她量身設計了讓天氣放晴的晴女工作。但後來隨著得知陽菜作為天氣巫女（活祭品）將會消失的代價，為了救回陽菜不惜鋌而走險，抵抗試圖阻止他的成人們，成功救回陽菜的同時，導致了日本地區陷入終年大雨的氣候，也因為連串未成年違法行為被判決保護管束返回家鄉。三年後考上大學搬來東京生活，和陽菜重逢。
天野陽菜（聲：森七菜）
本作女主角，自稱18歲，實際年齡僅15歲，一年前母親因病去世後與弟弟天野凪兩人住在一起，偶然在打工的麥當勞邂逅了帆高，以此契機和後者結下不解之緣。頸部上戴有母親生前戴的手環。擅長料理和裁縫，擁有讓天空放晴的不可思議的能力的少女，但作為使用能力的代價，身體會愈加透明呈現水波狀，最終將會導致身體完全消失。在與帆高和凪逃離警察的過程中住進愛情旅館，當天晚上消失，前往雲上的世界。被帆高救下後，因為帆高被強制送回故鄉而分開，三年後在東京和帆高重逢。
須賀圭介（聲：小栗旬）
作家，小型編輯事務所K&A企劃公司的老闆。在渡輪上偶然救了險些墜海的帆高，暫時讓他寄宿籬下兼聘僱他為助理。妻子間宮明日花車禍去世，正申請女兒的撫養權，警察開始調查帆高時為了自保而決定資遣帆高。聽完安井刑警轉述帆高為解救陽菜不惜挺身犯險的經過後憶起亡妻而流淚，於是在代代木廢棄大樓試圖勸帆高返回警局。帆高的堅決反抗讓警察採用粗魯的壓制手段，須賀一番掙扎後還是出手幫忙帆高，最後因襲擊警員而遭逮捕。三年後成功拓展公司規模，接待特地來訪的帆高。

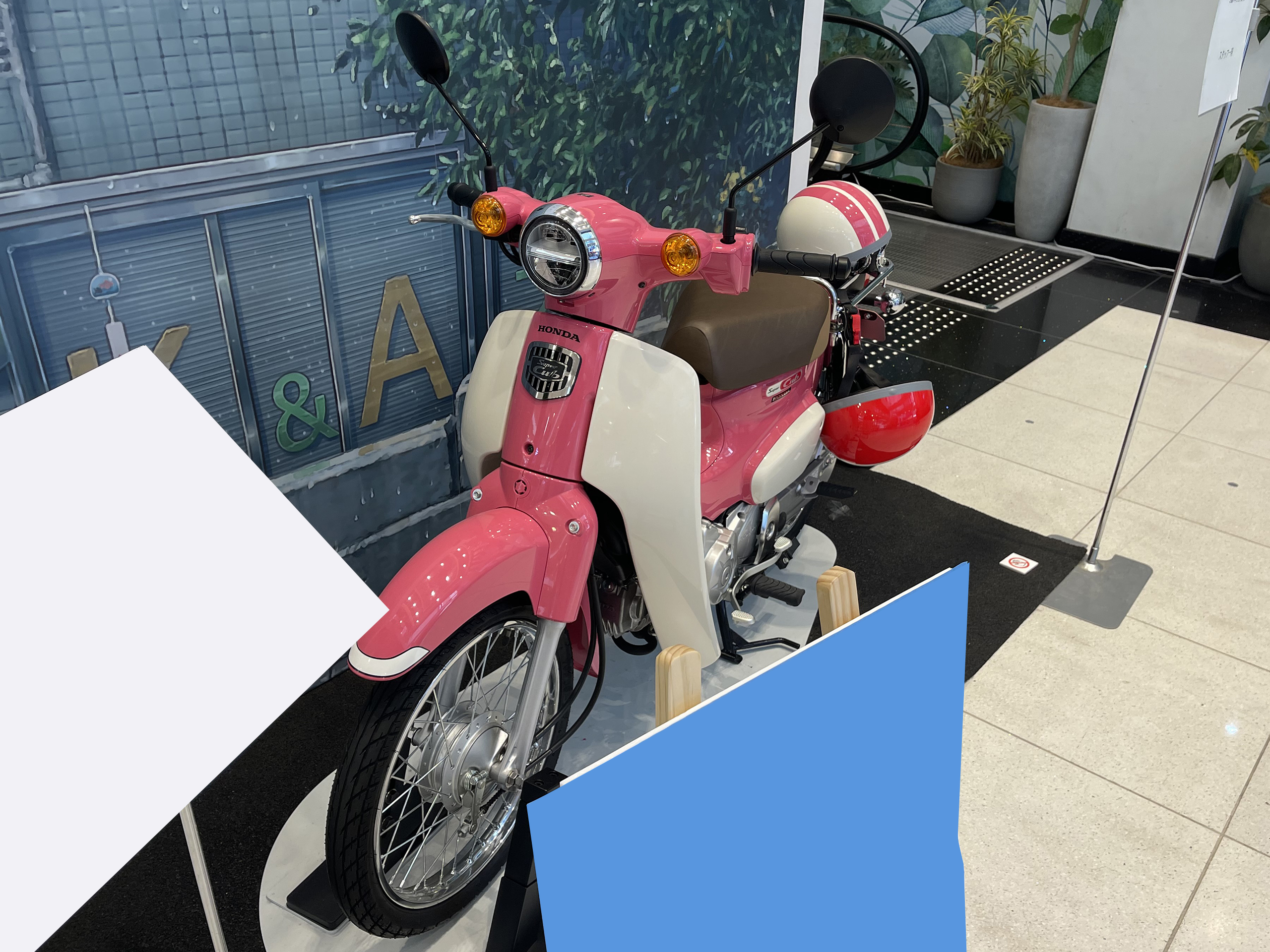
夏美所乘的2BJ-JA44型Honda Super Cub 110之樣品

須賀夏美（聲：本田翼）
女大學生，帆高的同事，與須賀圭介為“叔姪”關係，曾被帆高一度遐想成須賀圭介的“情婦”。為了自己苦尋不著理想工作而煩惱。在帆高為了救出成為活祭品的陽菜而逃出警局的期間，騎著本田小狼幫助帆高趕往代代木的廢棄大樓，在目送帆高離開後決心從此轉變為大人。
天野凪（聲：吉柳咲良）
陽菜的弟弟。年紀雖小但個性機靈，很受女孩歡迎，因此被缺乏戀愛經驗的帆高尊稱「前輩」。在帆高被警方追補期間，偕同須賀幫助帆高趕往代代木廢棄大樓的頂樓鳥居。
立花富美（聲：倍賞千惠子）
老婦人，立花瀧之祖母。作為放晴任務的委託人，請求陽菜協助在盂蘭盆節那天讓天氣放晴。三年後因為大雨淹沒原住處而搬遷至某棟公寓，再遇帆高並給予建言。

### 配角
安井刑警（聲：平泉成）
追查槍擊案的老刑警。
高井刑警（聲：梶裕貴）
全名高井高司，追查槍擊案的年輕刑警，警部補，飛機頭。
間宮夫人（聲：島本須美）
明日花的母親。
須賀明日花
須賀圭介的的妻子，已故。
須賀萌花（聲：香月萌衣）
須賀圭介的女兒，患有哮喘。
木村（聲：木村良平）
風俗店星探。故事初期試圖將因為缺錢需要收入的陽菜招攬進風俗店，被帆高制止而毆打對方之際，因為帆高忽然掏出先前偶然拾獲的手槍開槍而受到驚嚇，讓帆高逮到機會帶著陽菜逃走。
香菜（聲：花澤香菜）
凪的現任女友，小學四年級，小一歲。
在凪被帶到兒童收容所時，在凪的委託下與他的前女友綾音聯手幫助他逃走，香菜負責以上廁所為藉口引來監視的佐佐木巡查。
小說版暗示她的姓氏為花澤，當香菜來到收容所時在訪客登記簿上利用綾音的姓氏當作假名寫上“佐倉香菜”。
綾音（聲：佐倉綾音）
凪的前女友，小學五年級，同年。留著短鮑伯頭。
在凪被帶到兒童收容所時，在凪的委託下與他的現任女友香菜聯手幫助他逃走，綾音負責為凪提供假髮與衣服，並趁機與他換裝。
小說版暗示她的姓氏為佐倉，當綾音來到收容所時看見香菜在在訪客登記簿上利用自己的姓氏作為假名，於是不甘示弱地在姓名欄位寫上“花澤綾音”。
佐佐木巡査（聲：市之瀨加那）
巡查女警官，負責監視被送到兒童福利院的凪。
占卜婆婆（聲：野澤雅子）
占卜師，年老女性。
神主（聲：柴田秀勝）
氣象神社的神主，老人男性，有一名孫子。
荒木研究官（聲：荒木健太郎）
氣象廳氣象研究所的研究官。
小雨
帆高在东京歌舞伎町撿的猫，故事後段由須賀飼養在事務所內。但三年後帆高拜訪須賀事務所時已變成肥貓，連臉型養得跟須賀的臉一樣。

### 前作《你的名字》的角色
立花瀧（聲：神木隆之介）
富美之孫。新海誠前作《你的名字》的男主角。在《天气之子》中有暗示瀧和三葉两人已经结婚。（官方小说中提到“立花奶奶家有孙子的结婚照”）
宮水三葉（聲：上白石萌音）
帆高為陽菜選擇生日禮物（戒指）的珠寶店珠寶設計師(新海誠表示這時期的三葉和瀧已經訂婚。)。新海誠前作《你的名字》的女主角。在《天气之子》中有暗示瀧和三葉两人已经结婚（立花奶奶家中有孙子的结婚照）。
在中國大陸首映時，有觀眾發現片中三葉的名牌字幕錯譯為“宫本茂”而引发網上熱議，發行方承認是翻譯製作錯誤。
勅使河原克彦（聲：成田凌）
宮水三葉的高中同學，早耶香之丈夫。新海誠前作《你的名字》的配角。
名取早耶香（聲：悠木碧）
宮水三葉的高中同學，克彥之妻子。新海誠前作《你的名字》的配角。
宮水四葉（聲：谷花音）
宮水三葉之妹。

## 企畫公開
2018年8月2日，新海誠透過Twitter宣布他的下一部長篇動畫將在隔年（2019年）上映。2018年12月13日舉辦《天氣之子》製作發表會，定檔2019年7月19日並發表更多相關情報，田中將賀繼《十字路口》和《你的名字。》後再次擔任新海誠作品的人物設計，曾參與《貓的報恩》和《機動戰士GUNDAM THE ORIGIN》的田村篤擔任作画监督，在《言葉之庭》和新海誠合作過的泷口比吕志擔任美术监督。新海誠所屬的製作公司CoMix Wave Films負責本片的製作，東寶的川村元氣和CoMix Wave Films的川口典孝擔任監製。帆高與陽菜分別由醍醐虎汰朗和森七菜配音，RADWIMPS將繼《你的名字。》之後再次操刀配樂。2019年5月25日宣布三浦透子也將參與配樂製作。2019年5月29日，官方公布了主角以外的聲優名單：小栗旬、本田翼、倍賞千惠子、吉柳咲良、平泉成與梶裕貴。

## 制作团队
- 原作、编剧、导演：新海诚
- 角色设计：田中將賀
- 作画监督：田村篤
- 美术监督：泷口比吕志
- 演出：德野悠我、居村健治
- CG總監：竹內良貴
- 音乐：RADWIMPS
- 音响监督：山田阳（日语：山田陽）
- 音响效果：森川永子
- 摄影监督：津田凉介
- 助监督：三木阳子
- 企画、製作：川村元气
- 執行製作人：古泽佳宽
- 製片人：冈村和佳奈、伊藤绢惠
- 音乐制作人：成川沙世子
- 发行：东宝
- 动画制作：CoMix Wave Films
- 制作：“天气之子”制作委员会（东宝、CoMix Wave Films、STORY、KADOKAWA、JR东日本企画（日语：ジェイアール東日本企画）、voque ting[註 8]、罗森娱乐（日语：ローソンエンタテインメント））

参考来源：

## 製作

### 緣起與編劇

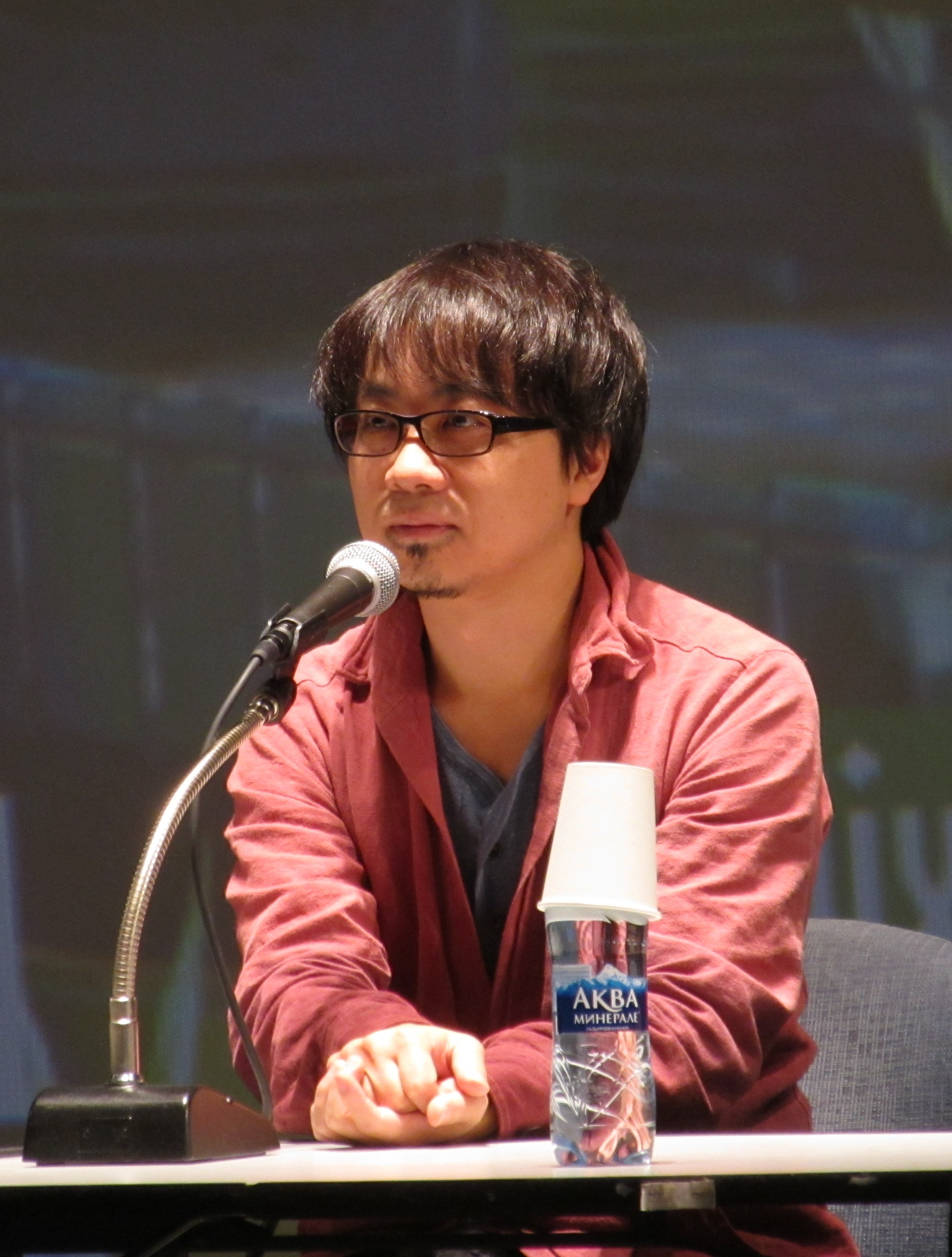
本片的導演新海誠，照片攝於2013年

新海誠在前作《你的名字。》的宣傳期期間就在構思下一部作品。繼《你的名字》後，他打算再做一部娛樂性作品，並再次與東寶合作，以暑假電影的定位上映，而這樣的一部電影就是《天氣之子》。《天氣之子》以「天氣」為主題，背後的創作靈感主要有二，其一是新海誠觀察雲的經歷，其二則是引發觀眾共鳴的企圖。在宣傳《你的名字。》時，疲憊的新海誠偶然眺望了夏日青空的積雨雲，發現積雨雲就好像一片廣闊的平原一樣：「如果能到雲的上面，在雲之平原上好好休息該有多好」，並起心動念，想拍一部天空的故事。這樣的點子轉化為片中的「雲上世界」。另一方面，新海誠《你的名字。》上映期間見識到電影的力量，於是將下一部作品的構想定調為一個大家都能有共鳴的主題。在這樣的方向下，新海誠想到了大家平時都會在意的「天氣」。
新海誠將「天氣」此一主題擺在最優先，角色是配合主題而生的，最一開始還沒有想好角色的內心和行動。企劃書階段時，新海誠尚未想好能發展成結局的中間情節。他和製作人川村元氣與人物設計田中將賀多次討論劇情，如果大家反應不好的話就重寫，甚至有某段時間是偏靈異風格的故事。至於角色方面，新海誠會和川村元氣等人開會，交流心目中的角色形象，或者揣摩角色的心理和行為。因為《你的名字。》迴響廣泛的關係，新海誠收到的眾多意見中也包含憤怒、接近毀謗的內容，於是此次想刻意拍出會激怒他們的部分。在寫《天氣之子》的企劃書的那半年，新海誠決定要創作不同於教科書式內容和普遍價值觀的作品。他聲稱道：「電影（或者更廣義的娛樂）不需要是正確的、模範的，反而應該談課本沒有談的東西。」他想出了非正統派路線的劇情，當中沒有活人獻祭故事傳統的兩全其美結局，並揚言會讓觀眾們對劇情出現分歧的看法及價值觀上的衝突。
2017年2月28日，新海誠提交了本片的企劃書，片名暫定為「預告天氣的戀人」（天気予報の恋人），劇情主軸和完成版相差不多，男女主角和須賀的設定圖和雲上平原等概念圖都已經成形，不過人物設定有所出入：企劃書中對應到陽菜的角色叫作陽咲（ヒナタ），是個貧困的少女，能力並非讓天氣放晴而是預測天氣（故當時取了這樣的片名）；陽咲有兩個妹妹而不是一個弟弟凪；須賀除了小品作家的身分外也是氣象AI研究學家。企劃書也在世界觀和設定上做了進一步的詮釋。此時帆高在結尾喊出的台詞「天氣那種東西就隨它繼續失控下去也沒關係」也已經定案。劇本寫作在2017年7月至9月間進行。新海誠於2017年10月開始製作分鏡，沿用從前作《你的名字。》開始使用的Storyboard Pro來製作動態分鏡，並自己幫幾乎所有角色配音。分鏡製作一直進行至2018年7月才正式完成。
本片有過好幾個片名方案。新海誠在想到以天氣作為主題後，就決定想直接把「天氣」這個詞放在片名裡面。企劃書階段的「預告天氣的戀人」因為和雙人樂團恰克與飛鳥的一首歌撞名，而被新海誠換成「預告天氣的你」（天気予報の君）。再之後川村提出了「天氣之子」（天気の子）這個片名，並獲得了採納。對於本片的英語副標題，新海誠說明，「Weather」在英文裡除了作為名詞的解釋「天氣」外，也有動詞的解釋：「克服困難」，像是挺過暴風雨或承受暴風雪等等。
2017年8月26日，新海誠將劇本第一個寄給幫《你的名字。》做歌的RADWIMPS主唱野田洋次郎閱讀，想聽聽他的感想。三個月後對方寄來愛還能做些什麼和沒事的的Demo曲，新海誠從中得到啟發，也進一步延攬野田再次擔任音樂總監。新海誠前次在《你的名字。》和RADWIMPS合作時，故事細節早已編寫完畢，不過此次製作《天氣之子》時，音樂製作和劇情表現構思是同時進行的，所以可以有相輔相成的效果。2018年12月時，新海誠在創作分鏡稿的最後一幕（大約最後三分鐘處）時遇到瓶頸，最終在沒有採用的Demo曲沒事的中，找到「（所有）必要的東西、重要的感情」。新海誠直接以歌曲內容為基底畫完了最後一幕，並用該曲作為配樂。2019年1月至2月時，新海誠決定好結局該如何呈現。

### 前期製作

#### 人物設計
本片的人物設計由田中將賀負責，是他繼《十字路口》和《你的名字。》後第三次與新海誠合作。田中於2017年4月開始工作。對於此次的人物設計，田中稱自己沒有刻意考慮《你的名字。》，以免被限縮在框架中。他也運用製作動畫《DARLING in the FRANXX》時的經驗，不事先動筆，而是在討論劇本時和其他設計者集思廣益，當場捕捉靈感並畫出人物草案。一些配角（如流氓和占卜師）在討論時就直接定案，有些角色則又經過了幾次修改。設計男女主角時，田中刻意將兩人畫成感覺起來年紀比《你的名字。》的瀧和宮水三葉還要小的樣子，因為帆高和陽菜無論是實際年齡還是心智年齡確實都比較年幼，也可說是比較純真。田中以偏向少年漫畫的風格來畫，並特別注意地將臉和眼睛畫得很圓。其他角色也有比《你的名字。》還要濃重的漫畫風格，像是飛機頭刑警和祭司爺爺（原本的形象是健壯的老人）。負責把配角畫成原畫的作畫監督田村篤也稱：「新海先生很強調這次這一部作品的配角想要設計成很有特色的外型。」
對於陽菜的人物設計，新海誠希望能有像宮水三葉那樣的特別髮型。陽菜獨特的馬尾造型是田中偶然在雜誌上看到的，覺得是「雙馬尾的新形態」。陽菜的年紀其實比帆高小，可是開頭卻自稱比帆高年長。為此田中等人在不能把陽菜的外表畫得太成熟的前提下，想到可以用飾品——頸環來增添她的成熟韻味，後來這個頸環在劇情設定中又成了她母親給她的禮物。帆高的隨身包也和陽菜的頸環一樣，設計定位都是角色的代表物。

#### 場景設定
本片的背景是日本東京，新海誠一開始就想寫東京有一半泡在水裡的劇情：「我想要寫成我們也會像《你的名字。》的三葉失去糸守町一樣，失去居所的故事。」而正如劇中人物所說，古代的東京確實有部分沒有露出海面，而且有些地區原本一下大雨就會氾濫。對於故事舞台的設定，由新海誠決定的有新宿附近和御台場，而陽菜居住的老街區和電影後半段的各個場景是經過多處勘景後才決定。勘景作業於2017年8月開始，9月結束。團隊在勘景時最注重的是當地的地形，並挑選了東京海拔較高的地方。新海誠為了做最後東京淹沒的景象，針對哪些地區會被淹沒進行調查，發現陽菜家附近就是淹水區和不淹水區的分界，往她家的坡道正好是武藏野臺地的邊緣。
陽菜住的老舊公寓位在東京老街區，而須賀的事務所則位於住宅區。電影大量使用了東京的真實景觀。片中位在新宿的廢棄大樓是本片的重要場景，以真實存在的代代木會館為原型，与電影中不同的是屋顶没有神社。該大樓已於2019年8月至2020年1月間拆卸完畢。歌舞伎町的橋段參考了《黑金丑島君》和《新宿天鵝》。東京灣竹芝棧橋出現在本片的開頭。須賀前去訪問的神社是以高圓寺的冰川神社為原型，不過電影中出現的天花板是由動畫師山本二三所繪。神津島和東海汽船提供本片製作上的協助，前者是帆高的故鄉，後者的定期貨船2代鼠尾草丸（1992年－2020年）即是帆高前來東京所搭的船。其餘取景地還包含JR東京綜合醫院、澀谷路口、麥當勞西武新宿站前店（男女主角初見之處）、六本木新城森大樓Sky Deck觀景台、御台場海濱公園、芝公園、田端站南出口的坡道等。深受新海誠喜愛、在多部作品中出現的NTT DoCoMo代代木大廈此次也有亮相。本片上映後，各個取景地點成為熱門朝聖景點，氣象神社的參拜人數翻了一倍，就連在埼玉縣的朝日稻荷神社也因為和電影中「廢棄建築上的神社」相似，參拜人數是平常的5倍。
- 3代鼠尾草丸（日语：さるびあ丸 (3代)）（2020年－），電影裡出現的是2代
- 神津島
- 歌舞伎町街道，在電影前半段出現
- 代代木会馆，廢棄大樓之原型；右後方為NTT DoCoMo代代木大廈，新海誠作品中常見的建築
- 冰川神社（日语：氷川神社 (杉並区)）（气象神社），為劇中須賀前往調查的氣象神社之原型
- 六本木新城森大樓Sky Deck觀景台，陽菜為煙火大會祈禱之處
- 澀谷路口
- 御台場海濱公園
- 芝公園，在電影中也可以看得到東京鐵塔，不過角度不同
- 田端站南出口的走道，為帆高與陽菜重逢之處

#### 美術設定
本片的美術監督由瀧口比吕志擔任。瀧口自《追逐繁星的孩子》以來就和新海誠保持合作，只是前作《你的名字。》因為時間配合不了而僅能稍微參與。2017年8月，製作團隊開始擬定電影的故事舞台和場景。瀧口會先處理好美術設定草圖，再和眾人一起討論方向，有了雛型就開始製作3D模型。對於登場多次或是常切換鏡頭的地方，團隊都會盡量做成3D模型，也方便應付大量的3D構圖。進行3D建模的場景有像是陽菜的住處、須賀的事務所和廢棄大樓等，以及一些小地方。廢棄大樓在後半段大樓毀壞得更嚴重，劇組也製作了另一個3D模型來使用。瀧口特別賦予須賀的事務所和陽菜的公寓不同的代表色，想透過這兩個很常出現的場景來為作品增加色彩繽紛的印象，以免單調。
對於內景，瀧口指出本片有很多陰天的畫面，因此如果想要讓畫面有趣點，依賴內景是在所難免，並希望藉由表現出人物性格的小物件來和室外的陰沈形成對比。室內設計由瀧口建立基礎，再陸續加上團隊想出來的點子。瀧口致力於把細節做得完整，如此一來即使鏡頭位置挪動也調整得過來。本片的色彩設計三木陽子自《雲之彼端，約定的地方》開始和新海誠合作，她同時也身兼副導演一職。三木會先和瀧口討論，接著配合瀧口的美術來設定角色的顏色。在設計陽菜消失之後的場景時，新海誠指示三木，雖然那段場景是放晴的，但考慮到帆高的絕望心情而要有類似黑白色調的感覺，直到希望乍現後才恢復正常。

### 動畫製作
在製作《你的名字。》時，製作團隊分開成三間工作室進行作業，彼此間大概是靠電車往來的距離，此次製作《天氣之子》時合併成同一間工作室。對於製作時的困難，新海誠表示當時在製作當中的動畫電影太多了，導致動畫師和製作人員供不應求、各個工作室的狀況都不理想：「也因此，我們讓製作現場的大家操勞得很，情況非常緊繃。」2018年12月舉辦製作發表會時，團隊正如火如荼地進行作畫工作，計劃在2019年5月完成動畫，並在上映當月完成全片。最終所有製作作業至7月7日全部完成，此時距離上映還有12天。本片共有1700個鏡頭（カット）。新海誠作品的製作團隊一向不固定，除了幾位一直參與的人員，也有很多其他公司的人和自由工作者參與製作，一旦製作完成就會解散。
本片使用的構圖分為三種：3D構圖、「修剪親自拍攝的照片作為構圖」和「動畫師用鉛筆畫出來的構圖」。為了提升效率，並顧及新海誠對攝影幀數的講究，製作團隊大量使用3D構圖來建構場景，做法為將鏡頭放置於美術設定階段作好的3D模型上。
本片的作畫監督由田村篤擔任，前作《你的名字。》的作畫監督安藤雅司因為忙著做其他作品所以抽不出身。田村曾被邀請參與過《你的名字。》，此次有空就答應了。人物設計田中將賀已經將帆高、陽菜和須賀的部分畫成線稿，但在田中的要求下，田村還是把所有角色都重新畫過，對方說「畢竟不同人來畫，畫出來的就是不同角色」。至於不是由田中設計的配角，一樣會由田村按照指示畫出來。
擔任演出的德野悠我和居村健治分別於2017年7月和2018年2月加入，德野負責A部分，居村負責B部分，兩人的工作內容基本上是思考動態分鏡的表現方法，也會對效果進行增減。德野等人處理了很多雲上的草和魚的效果，也在陽菜祈禱放晴的場面上花了很多心思。本片的分鏡中原本還有更多漫畫式的表現手法，像是對話框和漫畫記號等，後來在演出人員的增刪下只剩漫畫式的誇張表情。
本片的攝影監督由津田涼介擔任，工作是將各個部分的素材統整。津田原本是外部人員，是在邀請之下加入團隊。一開始在2018年6月加入時津田還不是攝影監督，是後來才得到這個職位。在本片的攝影過程中，色彩方面經過很大幅度的調整，並因此需要和三木陽子討論。本片的剪輯由新海誠自己擔任，除了剪接電影外，他也會把光源上的修飾給津田過目，而津田如果覺得不錯，就會在攝影方面做相關調整。

#### 雲雨
片中對天空和雨水的描繪有很多是以特效來呈現，不過也有手繪的部分。對於電影中的雨景，瀧口原本打算沿用製作《言葉之庭》時的作法，最後才決定要以超越過去為目標。為此瀧口仔細琢磨雨天場景的「沾濕的效果」：「雖然不會畫正在下降的雨滴，不過仔細刻畫水裡反射出的顏色和窗玻璃的水滴等部分，應該也能豐富雨水的樣貌。」相較於畫面整體偏綠色系的《言葉之庭》，本片的色調偏冷色系和暗色系。瀧口稱這是因為下雨的關係。不過因爲雨天的空間中有空氣，他們其實比較著重在青色系上。
本片的视觉效果負責人李周美自《追逐繁星的孩子》起參與新海誠電影，此次她使用數位作畫來製作雨的呈現。雨是本片的重要元素，因此在最初階段時，李周美的工作就是開發出用來處理雨的泛用特效素材，供攝影班底運用。李周美在製作初期花了一周時間觀看大量電影，收集印象深刻的雨天場景，然後拿去和新海誠等人討論，之後定期報告。雨滴濺起來的動畫難以用CG呈現，所以李周美經過觀察和揣摩後用手繪完成，工作量相當大。對於下雨場景的呈現，津田稱新海誠一開始說想要做出有透明感的雨水，而他自己特別喜歡畫閃閃發亮的雨水。津田等人也要負責幫雨天場景加上效果的工作，像是在水窪加上漣漪或是特效製成的彈跳雨滴。攝影技術也被用在雲的部分，透過使美術背景變形呈現出雲像龍一樣扭動身軀的效果。

#### 配音
本片的配音工作於2019年5月開始。男主角帆高由《飆速宅男》舞台劇版主演醍醐虎汰朗（18歲）配音，女主角陽菜的聲優則由出演過電影《最後的情書》的女演員森七菜（17歲）擔任。兩人被選上時還是高中生，從超過2000名候選者當中脫穎而出。兩人先前曾在同一部電視劇《只是先出生的我》裡出現，在這次的試鏡過程中，兩人只有在最終選拔的時候共戲過一次，覺得和對方很合得來。兩人是從預告開始錄音。新海誠告訴醍醐只要順其自然地詮釋即可，再加上帆高的性格簡單直率，因此醍醐在配音時想到什麼就說什麼，心情很放鬆。森則表示，新海誠因為陽菜表情多變，而只有告訴她「請把她（陽菜）演得可愛一點」。醍醐與森的錄音工作於2019年4月27日先行開始，6月5日結束。
夏美的聲優本田翼本職是演員，她第一次擔任聲優是在2014年動畫電影《鷹之爪7 女王陛下的工作》當中。本田表示，她在試鏡時沒有刻意修改聲線，可能是平常講話的語調和夏美這個角色很相符才被選上，並認為夏美是對男性來說頗具魅力的角色。男演員小栗旬負責聲演須賀圭介。小栗當初得知是要幫一個有小孩的角色配音，也因為喜歡《你的名字。》，所以他欣然接受。因為《天氣之子》中的角色聲線普遍偏高，小栗被要求要用比較低的聲線，但為了顧及角色形象而不能太低沉太有磁性，最後刻意使用「介於帥和不帥中間的聲音」來飾演他。陽菜的弟弟凪由女演員吉柳咲良配音，此次也是她第一次擔任動畫聲優。其餘主要角色的聲優由《你的名字。》班底補缺。

#### 音樂
《天氣之子》共有五首主題曲：
- （中譯：群風之聲）
- （中譯：節祭）
- （中譯：Grand Escape）
- （中譯：沒事的）
- （中譯：愛還能做些什麼）

RADWIMPS繼《你的名字。》之後再次操刀配樂。《天氣之子》共有31首原創曲目，包括5首主題曲和26首伴奏歌曲，比《你的名字。》的27首還多。對於主題曲，出於作品性質和想要呈現不同質感兩種理由，野田提議說找女歌手來演唱比較好。野田最後選上了從選拔初期就很欣賞的女演員三浦透子。選拔階段野田讓三浦錄唱包含愛還能做些什麼在內的所有人聲歌曲，結果發現比起預設要給女歌手唱的第一首人聲歌曲群風之聲，三浦更適合唱節祭，所以前者就換由RADWIMPS自己演唱。為了安排這些曲目的結構和決定該由誰來唱的問題，讓編曲過程花了更多時間。除了節祭外，另一首由三浦演唱的主題曲是Grand Escape，出現在帆高去救消失的陽菜的段落。野田一度因為Grand Escape缺乏撼動觀眾的力量而苦惱，嘗試做過慢速版和交響樂版，最後想到去除演奏部分、僅保留只剩下拍手和大合唱的點子，其他團員一開始難以置信，但聽過後就覺得非這樣不可。

## 主題和解讀
影評網站「Larsen On Film.com」的影評家賈許·拉森（Josh Larsen）認為，本作的主題涵蓋生態寓言、社會議題和青少年的浪漫，同時藉由電影顯示人類對天氣的控制微不足道。《TheWrap》的卡洛斯·阿吉拉爾（Carlos Aguilar）則指出，本作和新海誠的前作《言葉之庭》同樣運用降雨，作為連結不太可能的戀人關係的關鍵，陽菜雖獲得讓天氣放晴的天賦，但是她不願與弟弟分離、對家庭的忠誠，則是她無法驅散的風暴，卡洛斯稱新海誠藉由本片傳達「擁有親近的人在身邊，也能讓人們經受住最可怕的風暴」的訊息，然而電影的情節和主角同樣僅關注戰勝孤獨的發自內心的目標。
新千歲機場國際動畫電影節總監土居伸彰在評析文章寫道，《天氣之子》反映新海誠想創作能夠治愈日常生活中遭受痛苦和創傷的人們、給予他們勇氣的作品的態度，只有人類才能改變世界的積極態度最終被提升到了自助和崇拜的水平，還有個人可以憑藉自己的才能和想法登上頂峰的時代狀態，但是作品裡顯示社會問題和質疑包含須賀、警察、兒童諮詢中心在內的成年人是否真的在保護年輕人，而帆高反抗那些試圖套用某種成人形象的人們。土居伸彰認為，帆高貧乏而有偏見的信息來源使他成為了一名神秘主義者，而作為社會系統失能受害者的陽菜在母親病逝後，為了養活弟弟虛報年齡兼差，甚至差點進入色情行業，但是帆高做的反而是將陽菜的能力變成生意，陽菜則隨著每次運用能力造成身體逐漸消失，帆高參與其中的行動可以被視為人口販賣。他更總結《天氣之子》的背景是一本關於非常現代的主題的讀物，從創業到神秘主義，再到貧困和人口販賣，一小撮人的想法和商業化可以改變世界的形態，讓人聯想到以和特斯拉等為代表的美國創業者們的世界形態的變化。
日本科幻科學漫畫家兼作家柳田理科雄則著眼於電影和小說版呈現劇裡帆高和陽菜分離期間，東京因為連續降雨被淹沒的片段，柳田在分析文章裡寫道，東京的年降水日（1mm以上的降雨日）平均為104天，年降水量為1800mm，每3.5天只下一天的雨，即使下雨平均也只有17mm，而《天氣之子》裡的東京降雨量不僅多過於現實的東京，大雨特別警報發出時的雨勢特別大，一小時的雨量超過了150mm，還發生雨量超過該地區的排水能力的「內水氾濫」現象。他評析電影裡帆高再訪東京時，彩虹橋的橋墩被水淹沒，帆高從島上乘坐的渡輪通過上面進入了東京的港口的片段，稱彩虹橋的橋墩下方的高度是海面上54.2m，但是連上面的電纜的中央部分也被水淹沒，亦即水位上升了60m左右，意味日本全國的處境相當危險，日本的都市大部分都有可能沉入海底，加著大海與世界相連的影響，世界的處境亦不樂觀，舉凡荷蘭和很多島國、巴黎（35m）、柏林（34m）、倫敦（11m）、紐約（10m）等地也會被大水淹沒。柳田總結道，如果全球變暖融化了南極洲約四分之三的冰，《天氣之子》中描繪的被大水淹沒的東京，正是東京可能的模樣，帆高和陽菜的日常生活與大規模現象直接相關，但實際上人們的日常生活也完全與此相同。

## 上映

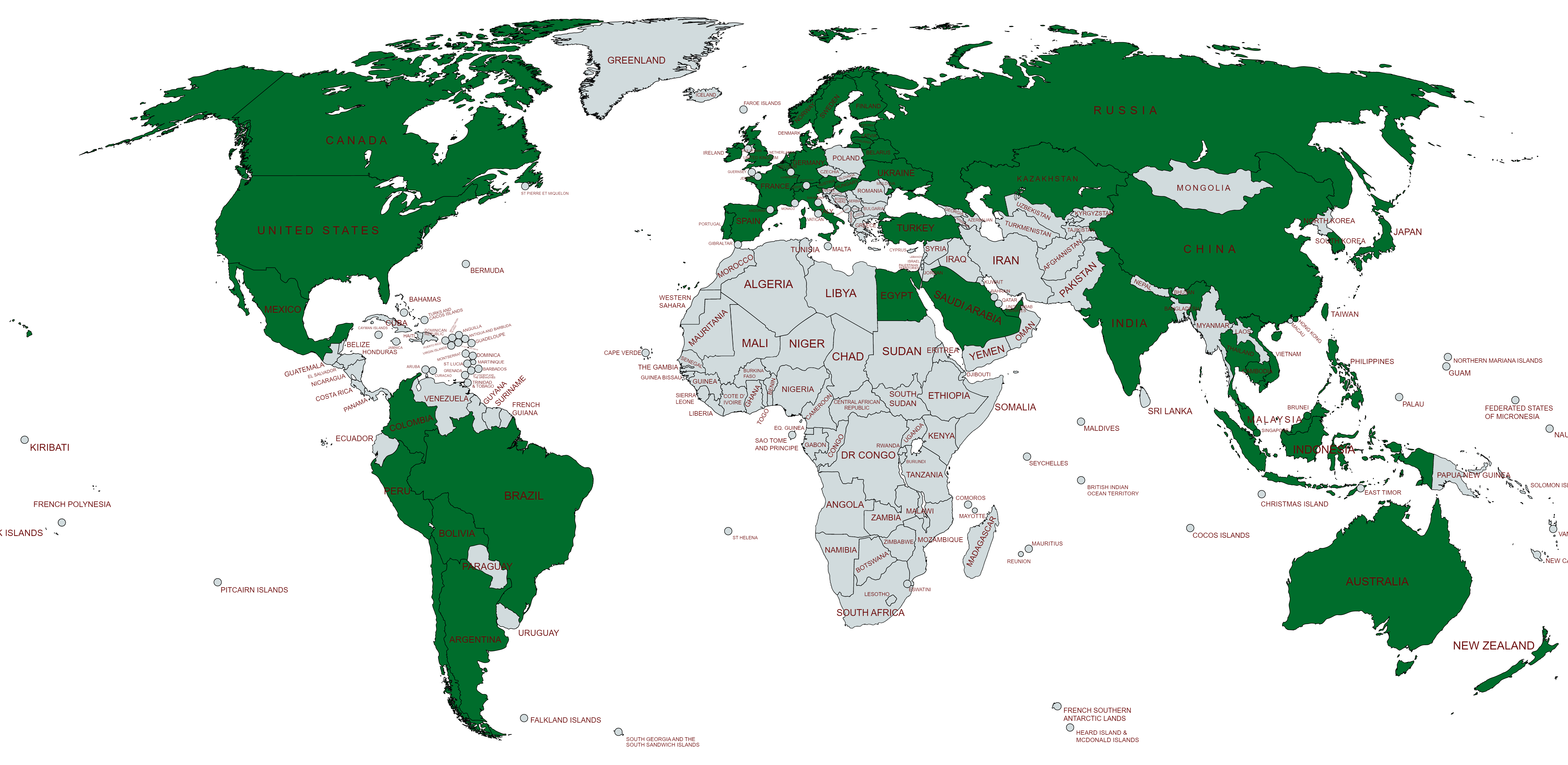
电影上映的国家和地区以绿色标示

2018年12月13日在日本東京千代田区的帝國飯店舉行製作發表記者會，新海誠、醍醐虎汰朗、森七菜、川村元氣和川口典孝出席現場。發表會上公布片名為，同時釋出劇情概要、首張主視覺圖和主要劇組名單，並宣布本片將於2019年7月19日在日本上映。2019年3月3日釋出首批電影截圖。2019年4月10日釋出首支預告，配樂為首度發表的愛還能做些什麼，距離上映日尚有100天。新的海報和第二支預告片在5月28日一起釋出，第二首主題曲Grand Escape隨著預告片一併發表。7月2日在東京都港區舉辦製作報告發表會，現場放映5分15秒長的特別片段。
2019年6月14日，本片在法國安錫國際動畫影展舉行半成品試映，由川村元氣主持，僅開放業界人士觀看。至7月時，本片已決定在140個國家及地區上映，比《你的名字》（135個）還多。7月18日午夜，即日本院線上映前夕，本片率先在東京澀谷和大阪梅田兩地的東寶電影院上片，是為全球首映。7月24日，宣布本片將在9月的2019年多倫多國際影展上以「特別放映」作品之姿展出。本片的片長在首次的發表會上宣布為105分鐘，但最終上映時為113分鐘。
| 國家或地區 | 院線上檔日期   | 發行商                    | 片名翻譯            | 來源                    | 備註                                                                               |
| ---------- | -------------- | ------------------------- | ------------------- | ----------------------- | ---------------------------------------------------------------------------------- |
| 日本       | 2019年7月19日  | 東寶                      |                     | [ 29 ]                  |                                                                                    |
| 香港       | 2019年8月8日   | 安樂影片                  |                     | [ 129 ]                 |                                                                                    |
| 澳門       | 2019年8月8日   | 安樂影片                  |                     | [ 129 ]                 |                                                                                    |
| 印尼       | 2019年8月21日  | Encore Films Indonesia    | Weathering with You | [ 130 ] [ 131 ]         |                                                                                    |
| 澳大利亞   | 2019年8月22日  | Madman Entertainment      | Weathering with You | [ 132 ]                 |                                                                                    |
| 紐西蘭     | 2019年8月22日  | Madman Entertainment      | Weathering with You | [ 132 ]                 |                                                                                    |
| 菲律賓     | 2019年8月28日  | Pioneer Films             | Weathering with You | [ 133 ] [ 134 ]         |                                                                                    |
| 越南       | 2019年8月30日  | 创艺电影                  |                     | [ 135 ]                 |                                                                                    |
| 馬來西亞   | 2019年9月5日   | 创艺电影                  |                     | [ 136 ]                 |                                                                                    |
| 汶萊       | 2019年9月5日   | 创艺电影                  |                     | [ 136 ]                 |                                                                                    |
| 泰國       | 2019年9月5日   | Major Cineplex            |                     | [ 137 ]                 | 原定於2019年11月7日上映。                                                          |
| 新加坡     | 2019年9月12日  | 创艺电影                  | Weathering with You | [ 141 ]                 |                                                                                    |
| 台灣       | 2019年9月12日  | 車庫娛樂                  |                     | [ 142 ]                 |                                                                                    |
| 印度       | 2019年10月11日 | Vkaao                     | Weathering with You | [ 140 ] [ 143 ]         | 經過5萬人網路聯署後才促使片商接洽，成為首部在當地一般上映的日本動畫。              |
| 義大利     | 2019年10月14日 | Nexo Digital / Dynit      |                     | [ 144 ] [ 145 ]         |                                                                                    |
| 南韓       | 2019年10月30日 | Media Castle              |                     | [ 146 ] [ 147 ]         | 受到2019年日韓貿易戰的抵制日貨氛圍影響，檔期比原計劃還要晚一個月，票房也受到影響。 |
| 俄羅斯     | 2019年10月31日 |                           |                     | [ 149 ]                 |                                                                                    |
| 烏克蘭     | 2019年10月31日 |                           |                     | [ 150 ]                 |                                                                                    |
| 中國大陸   | 2019年11月1日  | 华夏电影                  |                     | [ 151 ] [ 152 ]         |                                                                                    |
| 西班牙     | 2019年11月29日 |                           |                     | [ 153 ]                 |                                                                                    |
| 愛沙尼亞   | 2019年12月20日 | VLG Filmid                |                     | [ 154 ]                 |                                                                                    |
| 拉脫維亞   | 2019年12月27日 | VLG Filmas                |                     | [ 155 ]                 |                                                                                    |
| 法國       | 2020年1月8日   | BAC Films / Anime Limited |                     | [ 156 ]                 |                                                                                    |
| 德國       | 2020年1月16日  | Universum Film            |                     | [ 157 ]                 |                                                                                    |
| 瑞士       | 2020年1月16日  | Universum Film            |                     | [ 158 ]                 |                                                                                    |
| 奧地利     | 2020年1月19日  | Universum Film            |                     | [ 159 ]                 |                                                                                    |
| 美國       | 2020年1月17日  | GKIDS                     | Weathering with You | [ 160 ] [ 161 ] [ 162 ] |                                                                                    |
| 加拿大     | 2020年1月17日  | GKIDS                     | Weathering with You | [ 160 ] [ 161 ] [ 162 ] |                                                                                    |
| 英國       | 2020年1月17日  | Anime Limited             | Weathering with You | [ 163 ] [ 164 ] [ 165 ] |                                                                                    |
| 愛爾蘭     | 2020年1月17日  | Anime Limited             | Weathering with You | [ 163 ] [ 164 ] [ 165 ] |                                                                                    |
| 荷蘭       | 2020年1月30日  | 未知                      | Weathering With You | [ 166 ]                 |                                                                                    |
| 葡萄牙     | 2020年2月20日  | Big Picture Films         |                     | [ 167 ]                 |                                                                                    |
| 瑞典       | 2020年2月21日  | Filmstaden                | Weathering with You | [ 168 ]                 |                                                                                    |
| 芬蘭       | 2020年3月13日  | Cinema Mondo              | Weathering with You | [ 169 ]                 |                                                                                    |
| 丹麥       | 2020年5月28日  | Camera Film Danmark       | Weathering with You | [ 170 ]                 |                                                                                    |
| 中東       | 2020年9月10日  | 未知                      | 不適用              | [ 171 ]                 |                                                                                    |
| 巴西       | 2021年1月14日  | Diamond Films             |                     | [ 172 ] [ 173 ]         | 原定於2020年初上映，因2019冠狀病毒病巴西疫情而延期。                               |

### 日本國內

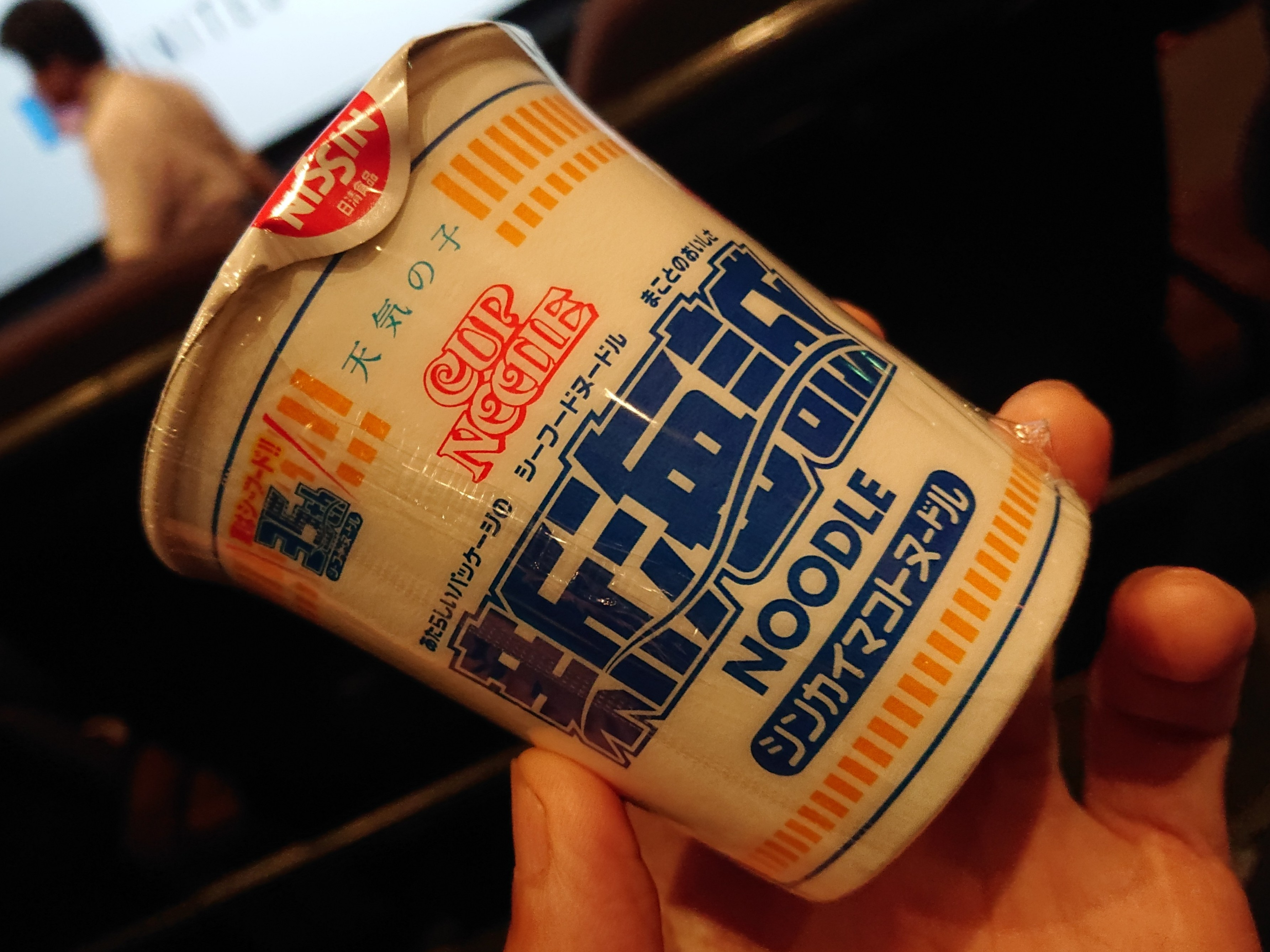
《天氣之子》與日清食品的聯名杯麵

本片與多家廠商進行商業合作，於2019年6月30日與7個廠牌推出合作廣告，分別是白戶家、三得利天然水、增進會Holdings Inc.、軟銀集團、Baitoru、日清食品和LOTTE。Uniqlo生產本片的圖樣T恤。2019年7月，東京都交通局與本片合作，用電影中帆高搭乘都營巴士的片段來推廣該大眾運輸工具。本片也與BANDAI SPIRITS進行商業合作，於2019年8月13日推出「一番籤 天氣之子」（一番くじ 天気の子）。

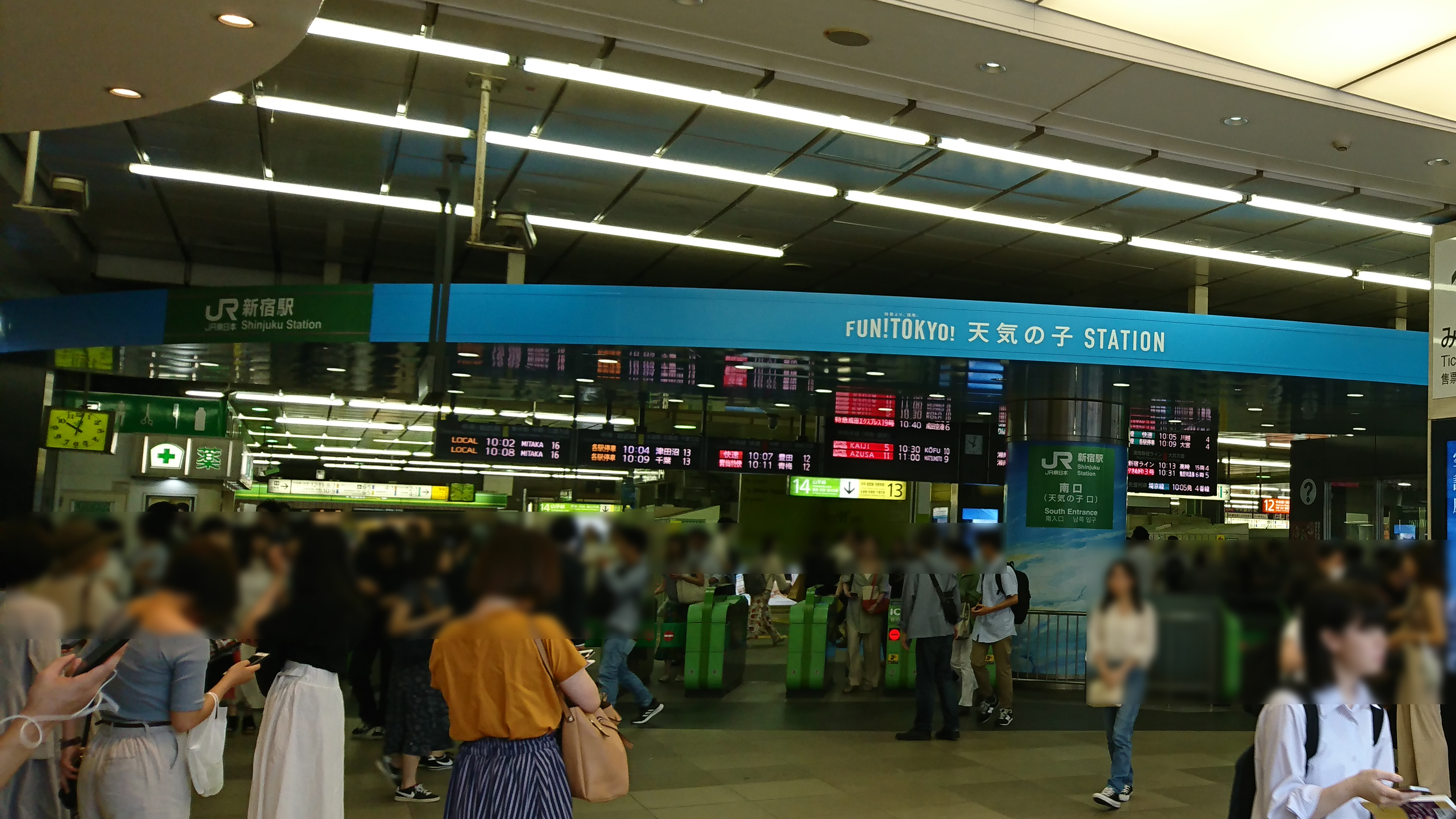
《天氣之子》與JR新宿站的期間限定連動企劃「FUN！TOKYO！天気の子STATION」。舉辦期間為2019年7月19日至9月1日

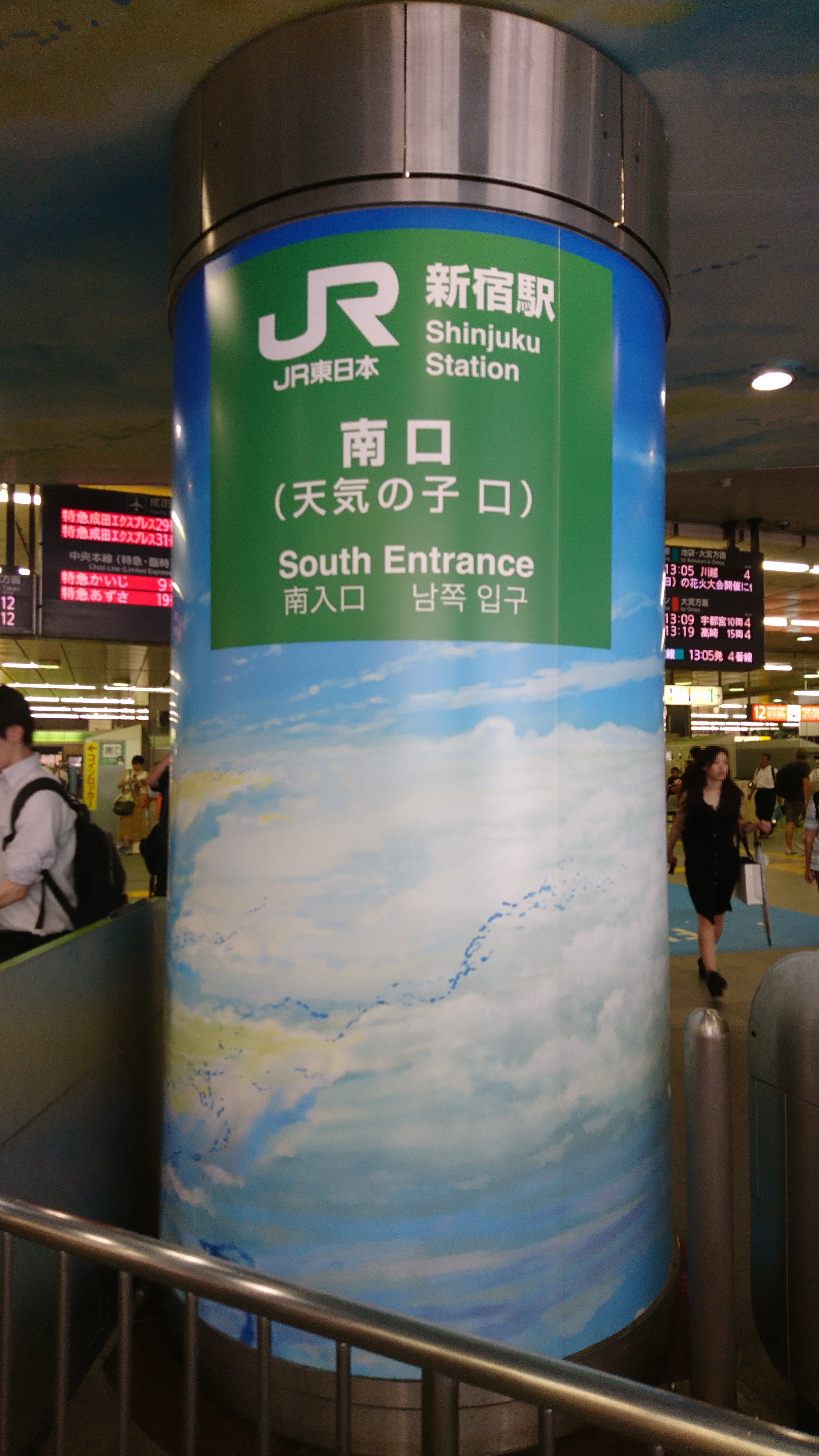
JR新宿站南入口（天氣之子入口）

《天氣之子》於2019年7月19日星期五上午9點起，同步在全國359家電影院的448塊大銀幕上映。開畫三天的觀影人次共有115万9020人，票房為16億4380万9400日圓，比《你的名字》高出28.6%。扣掉首映當天的週末票房共有11億8500万日圓和83萬觀影人次，位居當週票房冠軍，並比《你的名字》高出27.4%。本片蟬聯三週全國票房冠軍，第四週被新上檔的《ONE PIECE STAMPEDE》和《獅子王》擊敗，退居第三。上映第34天（8月21日）時，全國票房突破100億日元大關，使新海诚成為在宮崎駿之後，第二位達成2部作品突破100億日元的日本电影导演。第六週和第七週本片重回冠軍寶座，第八週僅次於新片《輝夜姬想讓人告白～天才們的戀愛頭腦戰～》排名第二。
觀影人次在上映第75天（2019年10月1日）時突破1000萬人。截止至10月21日，《天氣之子》累積觀影人次超過1027萬人、票房超過137億日圓，在日本影史上排名第12名。截止至2020年1月，本片的總票房達到141.9億日圓，在日本電影製作人聯盟提供的2019年年度票房排名中排名第一，贏過《冰雪奇緣2》。截止至今，《天氣之子》的總票房為142.3億日圓，在日本影史排行第17，也是日本本土電影的第12名。
影評人前田有一指出，有鑑於《你的名字。》引發的社會現象，《天氣之子》票房成功猶如探囊取物。動畫評論家藤津亮太認為，造成本片票房表現優秀的主要原因有三個，首先是《你的名字。》的影響，吸引了平常不看動畫的觀眾，讓他們認為新海誠的作品很有趣而進場觀看《天氣之子》。第二個原因是本片的上映檔期安排在暑假開始時，第三個原因則是大時代所致，國高中生沒有面向他們的電視劇可看，大多將自我投射至深夜動畫或者電影。
| 週末統計                 | 觀影人次（人）   | 觀影人次（人）   | 觀影人次（人） | 票房收入（日圓） | 票房收入（日圓） | 綜合來源        |
| 週末統計                 | 週末（週六、日） | 週末（週六、日） | 累計           | 週末（週六、日） | 累計             | 綜合來源        |
| ------------------------ | ---------------- | ---------------- | -------------- | ---------------- | ---------------- | --------------- |
| 第1週（7月20日・21日）   | 1位              | 83万             | 116万          | 11億8500万       | 16億             | [ 199 ]         |
| 第2週（7月27日・28日）   | 1位              | 70万4000         | 287万          | 10億1200万       | 39億             | [ 200 ]         |
| 第3週（8月3日・4日）     | 1位              | 50万5000         | 433万          | 7億1800万        | 59億             | [ 201 ]         |
| 第4週（8月10日・11日）   | 3位              | 46万8000         | 584万          | 6億4500万        | 78億             | [ 202 ]         |
| 第5週（8月17日・18日）   | 2位              | 38万4000         | 717万          | 5億3300万        | 96億             | [ 203 ]         |
| 第6週（8月24日・25日）   | 1位              | 30万5000         | 800万          | 4億2100万        | 107億            | [ 204 ]         |
| 第7週（8月31日・9月1日） | 1位              | 34万7000         | 875萬          | 4億1700万        | 116億            | [ 205 ]         |
| 第8週（9月7日・8日）     | 2位              | 19万             | 914万          | 2億5300万        | 121.8億          | [ 206 ]         |
| 第9週（9月14日・15日）   | 3位              | 16万2000         | 955万          | 2億1200万        | 127億            | [ 207 ]         |
| 第10週（9月21日・22日）  | 4位              | 11万2000         | 982万          | 1億5000万        | 130億            | [ 208 ]         |
| 第11週（9月28日・29日）  | 3位              | 8万5000          | 997萬          | 1億3300万        | 132億            | [ 209 ]         |
| 第12週（10月5日・6日）   | 7位              |                  | 1011萬         |                  | 135.1億          | [ 210 ] [ 211 ] |
| 第13週（10月12日・13日） | 8位              |                  | 1022万         |                  | 136億            | [ 212 ]         |
| 第14週（10月19日・20日） | -                |                  | 1027万         |                  | 137.4億          | [ 195 ] [ 213 ] |
| 第15週（10月26日・27日） | -                |                  |                |                  | 138.2億          | [ 214 ]         |
| 截止至下檔               | 截止至下檔       | 截止至下檔       | 截止至下檔     | 截止至下檔       | 142.3億          | [ 3 ]           |

### 其他地區
在台灣，本片首日開出破千萬新台幣的票房；首週四天票房為新台幣5405萬元；2019年9月22日，上映第11天全台票房破億；次週票房累計至新台幣1億元；第三週票房累計至新台幣1.29億元；第四週票房累計至新台幣1.45億元；最終全台票房為新台幣1.65億元。2020年5月15日，本片於台灣重映；時隔5年，2025年4月2日，本片於臺灣二度重映。
在中国大陆，本片的首日票房為4570万人民币。上映二日，票房突破1亿元人民币。首周三日，票房累计1.54亿人民币。上映八日后，票房突破2亿元人民币。截止至2019年11月，本片在中國大陸已進帳2.8865億人民幣。
在香港，本片上映十一日，票房累計1168萬港元，以2萬港元之差擊敗上映十八天蟬聯兩週票房冠軍的《狂野時速：雙雄聯盟》。在新加坡，本片進帳超過104萬新加坡幣，刷新該國日本動畫電影票房的最高紀錄。在马来西亚，本片上映一個月內進帳283萬令吉，成為該國最賣座的動畫電影。在美國和加拿大，截止至2021年底，本片已有805萬美元的票房收入。全球票房已達到1.9393億美元。

## 評價

### 國內迴響
如同新海誠在上映前不斷強調的，《天氣之子》在日本觀眾間引起了正反兩極的評價。網站Ciatr.jp的編者間真生整理了觀眾的意見，指出觀眾的一大分歧點是對主人公的態度，贊同者支持帆高象徵自由與希望的魯莽行為，但反對者則普遍批評帆高「自我中心」（自己中）、「中二病」、「無法令觀眾共鳴」，也有評論家指摘劇情既單薄又有御都合主义的傾向。間真生也分析，前作《你的名字。》的主人翁設定是分隔兩地的高中生戀人，但本作的主人翁卻是離家少年，自然比較難博得觀眾同情。
影評人前田有一給予本片40分（滿分100分）的不佳評價，點出新海誠在本片擁有歷來最佳的製作環境，電影裡的精美背景和光線表現都無人能出其右，但是卻缺乏《你的名字。》的那種擄獲人心的魅力，此外搞笑片段蹩腳、女角色好似男性妄想的產物，整題而言娛樂效果低下。前田覺得新海誠在《秒速5公分》和《言葉之庭》中發揮得較好，認為他並不適合如此奇幻或大眾的題材，但繼前作大熱之後似乎沒得選擇。曾著書的日本動畫研究者津堅信之則稱，比起《你的名字。》，他更喜歡《天氣之子》。津堅表示，新海誠憑藉《你的名字。》成為大人物之後，依然貫徹自己的世界觀是非常了不起的。
2022年4月，「Japan Web Magazine」評選30部不限年份的最佳日本動畫電影，《天氣之子》排名第8名。

### 國外影評
《天气之子》在日本海外获得许多影评人的称赞，主要对动画效果，故事和音乐表达赞扬，但也不乏对一些情节上的批评，大体而论，电影获得的正面评价居多。根据評論匯總网站爛番茄汇总的95篇评论文章，92%的评论家给予该作正面评价，平均打分为7.4分（满分10分），該網站的共識評價寫道：「《天气之子》精美的动画和叙事的吸引力，进一步确立了导演兼编剧的新海诚是一位才华横溢的电影制片人。」在Metacritic上，基于30条评论者的评论，该电影获得平均分72分，表示“普遍好评”。Kotaku的影评人布萊恩·艾許克拉夫特（Brian Ashcraft）在影評中稱，本片沿用了《你的名字。》的主題和風格，成果雖好但有缺陷。他指出，正因為和《你的名字。》比較，才使《天氣之子》的更多缺陷暴露出來，例如《你的名字。》使用了東日本大震災的暗示，但《天氣之子》卻未能將劇情與現實的氣候變遷聯繫起來。艾許克拉夫特也批評，《天氣之子》的超自然要素沒有生機，劇情感覺只是為了將觀眾帶到特定情境，某些故事元素也發揮不佳。最後他總結，《天氣之子》並不是壞電影，還是值得推薦，片中的某些部分感人至深，且新海誠將日本傳統宗教與現代社會進行對比的本事依舊有趣。
奥利·巴德（Ollie Barder）在《福布斯》上撰文，称《天气之子》的动画“不可思议”，并承认它能够以独特的方式让“东京重现生机”。后来，他赞扬了新海诚描绘“野生动物和自然风景”的方式。Crunchyroll的編者戴瑞·哈爾丁（Daryl Harding）指出，新海誠捕捉到現代東京的韻味，創造了令人信服的故事舞台，且本片進一步超越《言葉之庭》，雨的視覺效果令人無比驚艷。他也稱讚RADWIMPS的主題曲相當琅琅上口，找來女歌手三浦透子獻聲則讓音樂有了新鮮歡快的氛圍。他認為可能是缺點的部分是故事節奏和《你的名字。》非常相似。動畫新聞網的影评人金·莫里西（Kim Morrissy）給予本片「B+」的整體評價，稱讚本片有著豐富的社會見解和多層的天氣隱喻手法，主題「天氣」相當適合讓美術班底發揮拿手絕活，成果超越了過去的作品。但莫里西指出，當劇情的衝突元素浮現時，《天氣之子》開始舉步維艱，人物無法再讓他有所共鳴，且他也覺得有關神道教的關聯解說很不給力。他在末尾寫道：「新海誠顯然受到限制，必須將自己的故事放進一個特定的模子裡，但看來這個模子並不適合這一次的故事。」
《天氣之子》在爛番茄總結2020年度佳片的動畫評價排行榜名列第6名。2023年6月，本片在爛蕃茄發表「根據爛番茄評論家評比，100部不限時間的最佳日本動畫電影」排行榜名列第20名。

### 獲獎紀錄

#### 日本國內
| 獎項/活動/頒獎單位         | 頒獎日期       | 類別                      | 獲獎或入圍者             | 結果 | 来源                    |
| -------------------------- | -------------- | ------------------------- | ------------------------ | ---- | ----------------------- |
| 第11屆TAMA電影獎           | 2019年11月17日 | 特別獎                    | 新海誠導演和全體製作人員 | 獲獎 | [ 246 ] [ 247 ] [ 248 ] |
| 第37屆Golden Gross賞       | 2019年12月1日  | 日本電影部門 最優秀・金獎 | 《天氣之子》             | 獲獎 | [ 249 ]                 |
| 第44屆報知電影獎           | 2019年12月18日 | 日本動畫作品獎            | 《天氣之子》             | 獲獎 | [ 251 ] [ 252 ] [ 253 ] |
| 第44屆報知電影獎           | 2019年12月18日 | 導演獎                    | 新海誠                   | 提名 | [ 251 ] [ 252 ] [ 253 ] |
| 第74屆每日電影獎           | 2020年2月13日  | 動畫電影獎                | 《天氣之子》             | 提名 | [ 255 ] [ 256 ] [ 257 ] |
| 第74屆每日電影獎           | 2020年2月13日  | 音樂獎                    | RADWIMPS                 | 獲獎 | [ 255 ] [ 256 ] [ 257 ] |
| 第62屆藍絲帶獎             | 2020年2月18日  | 作品獎                    | 《天氣之子》             | 提名 | [ 259 ] [ 260 ]         |
| 第62屆藍絲帶獎             | 2020年2月18日  | 導演獎                    | 新海誠                   | 提名 | [ 259 ] [ 260 ]         |
| 第23屆日本新媒體動漫藝術節 | 2020年3月6日   | 動畫部門 社會影響獎       | 《天氣之子》             | 獲獎 | [ 262 ] [ 261 ]         |
| 第19屆東京動畫獎           | 2020年3月6日   | 最佳動畫獎 劇場版動畫     | 《天氣之子》             | 獲獎 | [ 263 ] [ 264 ]         |
| 第43屆日本電影學院獎       | 2020年3月6日   | 最佳動畫片獎              | 《天氣之子》             | 獲獎 | [ 265 ] [ 266 ]         |
| 第43屆日本電影學院獎       | 2020年3月6日   | 最優秀音樂獎              | RADWIMPS                 | 獲獎 | [ 265 ] [ 266 ]         |
| 第51屆星雲獎_(日本)        | 2020年8月22日  | 媒體賞                    | 《天氣之子》             | 提名 | [ 267 ]                 |

#### 國外地區
| 國別     | 獎項/活動/頒獎單位                      | 頒獎日期       | 類別                   | 獲獎或入圍者                         | 結果 | 来源                    |
| -------- | --------------------------------------- | -------------- | ---------------------- | ------------------------------------ | ---- | ----------------------- |
| 西班牙   | 第67屆聖賽巴斯提安國際影展              | 2019年9月28日  | 多若斯迪亞觀眾獎       | 《天氣之子》                         | 提名 | [ 268 ]                 |
| 美國     | 動畫也算電影影展                        | 2019年10月     | 觀眾獎                 | 《天氣之子》                         | 獲獎 | [ 269 ]                 |
| 蘇格蘭   | 蘇格蘭愛動漫                            | 2019年10月20日 | 觀眾獎                 | 《天氣之子》                         | 獲獎 | [ 270 ]                 |
| 法國     | 烏托邦展                                | 2019年11月2日  | 觀眾獎                 | 《天氣之子》                         | 獲獎 | [ 271 ] [ 272 ]         |
| 澳大利亞 | 第13屆亞太電影大獎                      | 2019年11月21日 | 最佳動畫片             | 《天氣之子》                         | 獲獎 | [ 273 ] [ 274 ]         |
| 美國     | 第4屆新墨西哥影評人協會獎               | 2019年12月8日  | 最佳動畫片             | 《天氣之子》                         | 獲獎 | [ 275 ]                 |
| 美國     | 第24屆卫星奖                            | 2019年12月19日 | 最佳動畫或混合媒材長片 | 《天氣之子》                         | 提名 | [ 278 ] [ 279 ]         |
| 美國     | 第24屆佛罗里达影评人协会獎              | 2019年12月23日 | 最佳動畫片             | 《天氣之子》                         | 提名 | [ 280 ] [ 281 ]         |
| 美國     | 第47屆安妮獎                            | 2020年1月25日  | 最佳獨立動畫長片       | 《天氣之子》                         | 提名 | [ 282 ] [ 283 ] [ 284 ] |
| 美國     | 第47屆安妮獎                            | 2020年1月25日  | 最佳動畫長片導演       | 新海誠                               | 提名 | [ 282 ] [ 283 ] [ 284 ] |
| 美國     | 第47屆安妮獎                            | 2020年1月25日  | 最佳動畫長片編劇       | 新海誠                               | 提名 | [ 282 ] [ 283 ] [ 284 ] |
| 美國     | 第47屆安妮獎                            | 2020年1月25日  | 最佳動畫特效           | 伊藤秀次、中嶋祐子、李周美、津田涼介 | 提名 | [ 282 ] [ 283 ] [ 284 ] |
| 美國     | 第6屆動畫趨勢獎（Anime Trending Award） | 2020年         | 年度動畫電影獎         | 《天氣之子》                         | 獲獎 | [ 285 ]                 |
| 美國     | 第18屆國際線上影業獎                    | 2020年9月      | 最佳動畫電影           | 《天氣之子》                         | 提名 | [ 286 ]                 |

除此之外，本片也被選為第92屆奥斯卡金像奖最佳國際影片的日本代表和最佳動畫長片的角逐者之一，但最後皆未入圍。

## 後續發行

### 家用媒體
本片的藍光光碟與DVD於2020年5月27日在日本發售，藍光為全區碼，DVD僅限二區，且當中即包含日、繁中、英三種語言字幕。藍光標準版和DVD標準版的收錄內容相同，皆為單碟和線畫贈品。藍光收藏版為五碟裝，包含一片藍光光碟、一片Ultra HD Blu-ray和三片特別收錄。特別收錄長達11個小時，並收錄電影手冊、電影台本和作畫監督田村篤的線畫集。香港安樂影視有限公司於2020年8月代理本片的家用媒體。台灣地區由車庫娛樂代理，於2021年初發行藍光雙碟裝（平裝版和精裝版）和DVD，皆為A區。

### 影音平台
《天氣之子》後續亦在影音串流平台發行，根據日本串流平台U-NEXT統計，新海誠的《你的名字》與《天氣之子》在2022年U-NEXT動畫租賃類年度收視排行榜，分別位居第四名和第八名。

### 電視播出
2020年10月10日20時，本片透過卫星电视WOWOW全國首播。2021年1月3日21時，朝日電視台進行《天氣之子》的地面電視首播，根據Video Research數據，在關東地區錄得8.8%的收視率。2022年11月6日，為了紀念新海誠的次作《鈴芽之旅》於11月11日上映，本片再度於朝日電視台播映。

### 相關活動
2019年9月25日，全國性的巡迴展覽「天氣之子展」（天気の子展）於東京銀座松屋百貨開跑。展場上展出本片的製作資料，例如分鏡、設定圖和作畫等，以及片中的東京風景和天氣現象體驗。之後展覽依序至福岡、岡山、長野舉行，2020年4月到6月間原定要在大阪和名古屋展出，但因2019新型冠狀病毒日本疫情而中止，一直到2021年2月才在大阪恢復舉行。2021年5月9日巡迴展覽閉幕。
2022年，為了慶祝新海誠的次作《鈴芽之旅》於11月11日正式上映，《鈴芽之旅》電影官方推特公佈9月30日在日本全國41家IMAX戲院限期播映《你的名字》、《秒速五公分》、《天氣之子》三部電影。本片排定在11月6日進行地面電視播映，同期舉行《天氣之子》彩繪活動，徵集投稿者繪製《天氣之子》海報去除原背景後的彩繪圖，響應徵稿者有參演《天氣之子》的醍醐虎汰朗與森七菜、漫畫家山科蒂娜、水彩畫家柴崎春通、朝日電視台的播報員鈴木新彩等人。本片和《鈴芽之旅》也被日本國際交流基金遴選為在印度主辦的2022年度日本電影節（JFF）放映影片清單，促進文化交流。2023年8月，長野縣佐久市當地唯一的電影院「佐久Am Cinema （日语：佐久アムシネマ）」因為預定在2023年9月14日終止營業，為了感謝長年光顧的顧客與數度在該電影院宣傳電影作品的新海誠，安排從2023年8月18日開始複映《言葉之庭》、《你的名字》、《天氣之子》、《鈴芽之旅》共計4部電影，到閉館日爲止每週放映一部作品。

## 周邊媒體

### 原聲帶
2019年5月25日時官網宣布，由RADWIMPS所創作的電影原聲帶將於電影上映當日（2019年7月19日）發售。

### 小說
2019年4月12日，官網釋出消息，宣布由新海誠本人撰寫的小說，將於電影上映前一日（2019年7月18日）由角川文庫發售。KADOKAWA宣布，小說初版共50萬冊，是相當驚人的數目。小說發行首週登上Oricon文庫本週榜（7月15日～21日）銷量冠軍，賣出9.9萬冊。截止至2019年8月16日，小說銷量達到31.8萬冊，是該年度首部突破30萬冊大關的文庫本。9月10日，經過再版，小說的發行量突破65萬冊。2019年11月29日，根據日本出版販售公司的統計，《天氣之子》小說是2019年最暢銷的文庫本，發行量達62萬冊。2019年8月9日，角川翼文庫推出將小說內容標上振假名、適合較低年齡層讀者的版本，插圖由繪製，於出版首週售出1.3萬冊，在文庫本中排名第九、童書排名第一。
《天氣之子》（角川文库）
| KADOKAWA      | KADOKAWA               | 台灣角川      | 台灣角川               | 百花洲文艺出版社 | 百花洲文艺出版社       | 角川平方      | 角川平方           |
| 發售日期      | ISBN                   | 發售日期      | ISBN                   | 發售日期         | ISBN                   | 發售日期      | ISBN               |
| ------------- | ---------------------- | ------------- | ---------------------- | ---------------- | ---------------------- | ------------- | ------------------ |
| 2019年7月18日 | ISBN 978-4-04-102640-3 | 2019年9月11日 | ISBN 978-957-743-322-0 | 2019年10月5日    | ISBN 978-7-5500-3356-6 | 2019年10月9日 | ISBN 9789672341796 |

《天氣之子》（角川翼文庫）
| KADOKAWA     | KADOKAWA               |
| 發售日期     | ISBN                   |
| ------------ | ---------------------- |
| 2019年8月9日 | ISBN 978-4-04-631927-2 |

### 設定集
《新海誠導演作品 天氣之子 官方美術設定集》
| 冊數 | KADOKAWA      | KADOKAWA               | 台灣角川      | 台灣角川               | 百花洲文艺出版社 | 百花洲文艺出版社       |
| 冊數 | 發售日期      | ISBN                   | 發售日期      | ISBN                   | 發售日期         | ISBN                   |
| ---- | ------------- | ---------------------- | ------------- | ---------------------- | ---------------- | ---------------------- |
| 全   | 2019年8月30日 | ISBN 978-4-04-108431-1 | 2020年1月31日 | ISBN 978-957-743-517-0 | 2019年11月       | ISBN 978-7-5500-3442-6 |

### 畫集
《新海誠導演作品 天氣之子 美術畫集》
| 冊數 | KADOKAWA      | KADOKAWA               | 四川美术出版社 | 四川美术出版社         |
| 冊數 | 發售日期      | ISBN                   | 發售日期       | ISBN                   |
| ---- | ------------- | ---------------------- | -------------- | ---------------------- |
| 全   | 2020年5月27日 | ISBN 978-4-04-604698-7 | 2020年10月     | ISBN 978-7-5410-9426-2 |

### 分鏡集
《新海誠劇場動畫腳本資料畫集 6：天氣之子》（暫譯）
| 冊數 | KADOKAWA      | KADOKAWA               |
| 冊數 | 發售日期      | ISBN                   |
| ---- | ------------- | ---------------------- |
| 全   | 2020年5月27日 | ISBN 978-4-04-604698-7 |

### 漫畫
2019年6月25日發售的講談社漫畫月刊《月刊Afternoon》2019年8月號預告，《天氣之子》的改編漫畫由窪田航作畫，將於隔月25日發售的2019年9月號開始連載。窪田航在2018年以23歲之齡，投稿單篇並榮獲新人獎「月刊Afternoon四季獎」的春賽大獎，《天氣之子》是他的首部連載。漫畫以封面作品之姿於2019年9月號開始連載，2020年6月號休刊，2020年10月號完結。漫畫全13話，單行本共分為3冊。
| 冊數 | 講談社         | 講談社                 | 尖端出版      | 尖端出版               | 浙江人民美术出版社 | 浙江人民美术出版社     | 北京工艺美术出版社 | 北京工艺美术出版社     |
| 冊數 | 發售日期       | ISBN                   | 發售日期      | ISBN                   | 發售日期           | ISBN                   | 發售日期           | ISBN                   |
| ---- | -------------- | ---------------------- | ------------- | ---------------------- | ------------------ | ---------------------- | ------------------ | ---------------------- |
| 1    | 2019年11月22日 | ISBN 978-4-06-517514-9 | 2020年6月3日  | ISBN 978-957-108-875-4 | 2020年7月          | ISBN 978-7-5340-8200-9 |                    |                        |
| 2    | 2020年6月23日  | ISBN 978-4-06-519396-9 | 2021年2月4日  | ISBN 978-957-109-319-2 |                    |                        |                    | ISBN 978-7-5140-2133-2 |
| 3    | 2020年10月23日 | ISBN 978-4-06-520968-4 | 2021年8月13日 | ISBN 978-626-308-880-1 |                    |                        | 2021年4月          | ISBN 978-7-5140-2226-1 |

## 備註
1. ↑  光线影业协助推广。
2. ↑  動畫電影中，名取早耶香在警局門口客串。
3. ↑  根據官方設定，帆高跳上的是目白站到高田馬場站之間的山手線鐵軌[17]，並陸續通過高田馬場站、新大久保站和新宿站[18]，路程約3公里。
4. ↑  電影中並沒有描述理由，小說中則提及帆高會被父親毆打[20]。
5. ↑  根據小說最終話帆高的敘述，帆高的大學志願選讀農學部，原因是想學習對當今氣候異常的時代必要的知識。[21]
6. ↑  戲院公開版，名字譯為明日香
7. ↑  根據《你的名字》劇場手冊，三葉應是從事服飾相關工作，而非珠寶店職員。
8. ↑  RADWIMPS所属经纪人公司。
9. ↑  部分地區的影展在院線上映前就放映過本片，也有代理商會搶先舉辦特別放映，但此處皆不紀錄。

### 引用作品
書籍
- 新海誠. . 由黃涓芳翻译. 台北市: 台灣角川. 2019-09-11. ISBN 978-957-743-322-0 （中文（臺灣））.
- 角川書店 (编). . 由蒼貓翻译. 台北市: 台灣角川. 2020-01-31 [2019]. ISBN 978-957-743-517-0 （中文（臺灣））.